# Aprilia RS Cube
Aprilia RS Cube, точніша назва моделі RS³ — гоночний мотоцикл, розроблений італійською компанією Aprilia для участі у змаганнях серії MotoGP і використовувався нею у сезонах 2002-2004. Перший мотоцикл компанії з чотиритактним двигуном, що використовувався для участі у мотоперегонах.

## Історія створення
RS Cube офіційно представлений у грудні 2001 року на Болонському Мотор Шоу. Модель була розроблена для поновлення участі команди «Aprilia Racing» в класі MotoGP з моменту її останньої появи у 2000 році з Aprilia RSW-2 500.
Розробкою рядного трициліндрового двигуна, оснащеного системою DOHC, робочим об'ємом 990 см³, інженери Aprilia займалися спільно з фахівця британської компанії Cosworth, починаючи з вересня 2000 року. Cosworth ще раніше допомагали Aprilia у розробці RSV1000SP для участі у серії Superbike. Трициліндровий двигун був обраний невипадково, керівник гоночного підрозділу Aprilia Racing Ян Віттевеєн (англ. Jan Witteveen) навів для цього три причини. По-перше, він передбачав, що японці займуться розробкою чотирициліндрових двигунів, а для італійців важливо було мати щось своє, відмінне від інших. Тим більше, що тогочасні правила участі у MotoGP дозволяли використання від 3 до 5 циліндрів у двигунах, а саме трициліндрові є більш традиційними для європейського ринку. По-друге, конструктори хотіли скористатись вже опробуваними технологіями Формули-1: якщо об'єм двигуна у 990 см³ розділити на три циліндри, то отримаємо об'єм одного циліндра у 330 см³, що є близьким до об'єму циліндра гоночного боліда (3,5 літри на 10 циліндрів). Це дозволило заощадити час розробки двигуна. Третя причина вибору полягала у тому, що трициліндровий двигун є найдешевшим у масовому виробництві, а це дозволяло використати гоночні технології для випуску дорожніх версій мотоциклів з меншими затратами.
При розробці RS Cube були використані інноваційні рішення. Зокрема, у двигуні вперше був застосований пневматичний привід клапанного механізму, до якого, наприклад компанія Honda, перейшла лише через 5 років. Максимальна потужність двигуна в кінці сезону 2003 становила 220 к.с., хоча за деякими оцінками вона могла становити і 240 к.с. Для управління двигуном RS Cube інженерами Aprilia був розроблений власний пакет електроніки, який знаходився в ультра-компактних ECU, клавіші управління якого знаходились в задній частині панелі приладів.
Спочатку колісна база мотоцикла становила 1410 мм, але згодом була подовжена на 30мм для кращого зчеплення та керованості.

## Недоліки
Незважаючи на наявність надпотужного двигуна, Aprilia RS Cube супроводжували постійні проблеми з надійністю. Зокрема, у сезоні 2003 на Гран-Прі Німеччини, під час гонки на мотоциклі, яким керував Колін Едвардс, відбулась розгерметизація паливного бака, внаслідок чого на гонщика вилилась значна частина палива та спалахнула. На щастя, американець зміг з'їхати у гравійну пастку та зіскочити з байка, обійшовшись лише опіками правої руки.
Партнер Коліна по команді, Норі Хага у 2003-у році потрапляв у аварії не менше 28 разів протягом одного сезону.